# Скуби-Ду! Мистерия ООД
„Скуби-Ду! Мистерия ООД“ (на английски: Scooby-Doo! Mystery Incorporated) е единайсетото въплъщение от дълго излъчваната анимация на Хана-Барбера – „Скуби-Ду“. Сериалът е продуциран от Warner Bros. Animation и дебютира на 12 юли 2010 г. по Cartoon Network. Първи епизод е излъчен на 5 април 2010 г. 

## Сюжет

### Сезон 1
Фред Джоунс младши, Дафни Блейк, Велма Динкли, Норвил „Шаги“ Роджърс, и Скуби-Ду са екип тийнейджъри, решаващи мистерии, които живеят в малък град наречен Кристъл Коув, самопровъзгласил се за „Най-обитаваното място на Земята“. Дългата история на града е свързана с изчезвания, духове и чудовища, което е добре дошло за туризма. Кмета на града Фред Джоунс старши (бащата на Фред) и Шериф Бронсън Стоун не са щастливи, че тийнейджърите разкриват свръхестествените събития и чудовищата, които носят толкова много приходи на града, се оказват измамници и шарлатани.
Освен това към традиционните случаи, които те винаги решават, екипа се опитва да разреши мрачна тайна, скрита в миналото на Кристъл Коув от неизвестни лица. Следвайки загадъчните улики на мистериозен човек известен като мистър И (игра на мистерия), бандата разкрива легендата за прокълнатото конкистадорско съкровище, тайната история на Кристъл Коув и мистериозното изчезване на четиримата младежи, решаващи мистерии и техният папагал – оригиналната Мистерия ООД. С решаването на мистерии бандата си има и романтични моменти. Шаги трябва да избира между връзката си с Велма или дългогодишното му приятелство със Скуби, докато Дафни се опитва да покаже чувствата си на Фред, който е обсебен от капани.

### Сезон 2
Дайномът, както и много други Hanna-Barbera герои, се появяват във втория сезон. С връщането на оригиналната Мистерия ООД в Кристъл Коув започва състезание между двете групи кой първи ще намери парчетата на легендарния планисферен диск, който ще посочи пътя на прокълнатото съкровище, погребано дълбоко под града от конкистадорите. Но по-големи тайни започват да се появяват, като съществуването на много групи, решаващи мистерии в миналото, и че в Кристъл Коув има неземни сили които многократно споменават думата „Нибиру“. Мъглата се вдига, когато се появява кучето, Нола. Тя казва на Скуби за пристигането на Анунаки на Земята. Тя му казва още, че заровеното съкровище под Кристъл Коув живее зло Анунаки затворено в кристалнен съркофаг и трябва да бъде унищожено за да спасят света. Според официалния сайт на Warner Bros. сюжетът на епизод 52 ще е свързан със сюжета на епизод 1. На 25 февруари 2013 г., Cartoon Network обявява, че сезон 2 ще бъде последен сезон за шоуто.

## Излъчване
В САЩ „Скуби-Ду! Мистерия ООД“ първоначално е от 26 епизода, излъчени през 2010 г. и 2011 г., с почивка след епизод 13. Първият епизод е излъчен като Sneak peek на 5 април 2010 г. и официално на 12 юли 2010 г. по Cartoon Network. Епизодите продължават излъчване в Канада по Teletoon, след 13 епизод. Останалите 13 епизода са излъчвани отново по Cartoon Network от 3 май 2011 г. до 26 юли 2011 г. Първият епизод от втори сезон е излъчен от Cartoon Network Videos и по Boomerang в Обединено кралство на 2 юни 2012 г. с още 4 епизода до 6 юни 2012 г. Според официалният сайт на Warner Bros. вторият сезон трябвало да започне през май 2012 г. по Cartoon Network, но е отложено за 30 юли 2012 г. Първите 15 епизода са излъчвани всеки делничен ден от 30 юли 2012 г. до 10 август 2012 г. След това шоуто излиза в още една почивка до 25 март 2012 г., когато со излъчени останалите 11 епизода до 5 април 2013 г.

## „Скуби-Ду! Мистерия ООД“ в България
В България сериалът започва излъчване на 12 септември 2011 г. по Cartoon Network, всеки делничен ден от 17:30. На 17 септември 2012 г. започва втори сезон, всеки делник от 17:30. Излъчени са първите тринайсет епизода от втори сезон, след което сериалът излиза в почивка до 20 май 2013 г., когато започват останалите епизоди със същото разписание.
| Роля | Изпълнител                                                    |
| --- | ------------------------------------------------------------- |
| Скуби-Ду | Георги Спасов                                                 |
| Шаги Роджърс | Георги Стоянов                                                |
| Фред Джоунс младши Винсънт Ван Гул (в двайсет и трети епизод от първи сезон) | Кирил Бояджиев                                                |
| Дафни Блейк (диалог) | Златина Тасева                                                |
| Велма Динкли | Татяна Етимова                                                |
| Шериф Бронсън Стоун Шкипер Шелтън Луис де Портио Х. П. Хейткрафт г-н Уанг Хари Шнест-Бойсен Спайк Кавано Д-р Хенкълфуст Евало вон Минскриг Фернандо Ел Агире Дан Флънк | Георги Тодоров                                                |
| Барти Блейк Франклин Фрутмайър Професор Перикъл Райно Дилан (в двайсет и първи епизод от първи сезон) д-р Рик Спартан Заместник шериф Бъки Бейлър Хотнър Бъч Фърбанкс Джими Хебадая Грим | Христо Бонин                                                  |
| Кмет Фред Джоунс старши Професор Еманюъл Рафало Дилан (в четвърти епизод от първи сезон и девети епизод от втори) Бъд Шелтън Хауърд Робъртс Плах фантом Винсънт Ван Гул (в деветнайсети епизод от първи сезон и седми епизод от втори) Брад Чайлс (в първи сезон) Плачещ Клоун Хорбърт Файст Нед Фъзбастър Ранди Уорсо Итън (в осми и девети епизод от втори сезон) Гаджето на Шерил Тъб | Здравко Димитров                                              |
| Пола Роджърс (в първи епизод от първи сезон) Ейнджъл Динамит/Касиди Уилямс Дилайла Блейк Аманда Късокракова Шийла Алтуниан Сервитьорка Хот Дог Вода/Марси (в първи сезон) Лейди Мармалад Руби Стоун Реджина Уентуърт Клио Том Анджи Динкли (във втори сезон) | Василка Сугарева                                              |
| Бренда (в четвърти епизод от първи сезон и девети епизод от втори) Торн Артър Мери Ан Глиърдън (в първи сезон) Трини Лий (говор) Джанет Нетълс Ана Аркадиевна Шерил | Мина Костова                                                  |
| Г-н И Колтън Роджърс Грейди Гатор Джордж Авакадос Питър Трикъл Харлън Елисън Ед Машина (в двайсет и шести епизод от първи сезон) Даниел Призет Куратор Вронски Джей Ар Кипъл Брад Чайлс (във втори сезон) Работник номер едно Гари (в осми и девети епизод от втори сезон) Дугъл МакГинес                                                                                                | Николай Пърлев                                                |
| Гил Късокраков | Анатолий Божинов                                              |
| Хот Дог Вода/Марси (във втори сезон) Рецепционистка | Елена Пеева                                                   |
| Алис Мей (в шести епизод от първи сезон) Дъск Джен Директор Куинлан Пейдж Крулър | Цветослава Симеонова                                          |
| Пола Роджърс (в двайсет и шести епизод от първи сезон) | Цветана Мирчева                                               |
| Нан Блейк | Поля Цветкова-Георгиу                                         |
| Май Ли Алис Мей (в двайсет и пети епизод от първи сезон) | Росица Александрова                                           |
| Анджи Динкли (в първи сезон) Грета Гатор Луна Вина Сервитьорка Бренда (в двайсет и първи епизод от първи сезон) Джуди Рийвс (в първи сезон) Наташа Фенк (в двайсет и пети епизод от първи сезон) | Петя Арнаудова                                                |
| Ейми Кавано | Петя Абаджиева                                                |
| Трини Лий (вокал) | Надежда Панайотова                                            |
| Г-жа Уаят Баба Лунен Лъч | Ива Апостолова                                                |
| Аманда Смайт Мариън Спартан | Светлана Смолева                                              |
| Голяма уста Барман Дрен Мъж на турнир | Петър Бонев                                                   |
| Баба Яга Чудна Джи Джуди Рийвс (във втори сезон) Франсилий Джаксън Дина Баба щръкнал зъб | Евелина Николова                                              |
| Пола Роджърс (в първи и трети епизод от втори сезон) Дейзи Блейк Мама Бйорклунд Борон Наташа Фенк (в десети епизод от втори сезон) Абигейл Глък | Лидия Михова                                                  |
| Мери Ан Глиърдън (във втори сезон) | Божидара Николова                                             |
| Дафни (вокали) | Антоанета Георгиева (първи сезон) Весела Бонева (втори сезон) |
| Други гласове | Иван Велчев Росен Русев                                       |

| Обработка              | Александра Аудио             |
| ---------------------- | ---------------------------- |
| Изпълнителен продуцент | Васил Новаков                |
| Преводач               | Силвия Вълкова               |
| Тонрежисьори           | Стефан Стефанов Пламен Пенев |
| Режисьор на дублажа    | Василка Сугарева             |

На 15 октомври 2014 г. започва повторно излъчване по bTV Comedy, всеки делничен ден от 08:00 по два епизода с повторение на следващия ден от 03:00. Дублажът е войсоувър и е на студио Медиа Линк. Ролите се озвучават от артистите Златина Тасева, Татяна Етимова, Георги Стоянов, Кирил Бояджиев и Радослав Рачев.

## Награди и номинации
| Година | Асоциация                | Категория        | Резултат  |
| ------ | ------------------------ | ---------------- | --------- |
| 2011   | 2011 Kids' Choice Awards | Favorite Cartoon | Номиниран |
| 2012   | 2012 Kids' Choice Awards | Favorite Cartoon | Номиниран |